# Kosti (televizijska serija)
Kosti (eng. Bones) je američka kriminalistička televizijska serija koja se emitirala na FOX-u od 13. rujna 2005. do 28. ožujka 2017. Serija se temelji na forenzičkoj antropologiji i arheologiji te prati dr. Temperance Brennan (Emily Deschanel), vrhunsku forenzičku antropologinju, i FBI-evog agenta Seeleyja Bootha (David Boreanaz) dok zajedno rješavaju složene slučajeve ubojstava analizirajući ljudske ostatke.
Serija je u Hrvatskoj s prikazivanjem započela 2006. godine na RTL-u. Kasnije se prikazivala i na kanalima RTL 2,  Nova TV, Doma TV i Star Channel.

## Premisa
Dr. Temperance Brennan (Emily Deschanel), forenzička antropologinja s instituta Jeffersonian, specijalizirana za analizu spaljenih, uništenih i teško oštećenih kostiju, čime pomaže u identifikaciji žrtava kada standardne metode zakažu. Zbog svoje stručnosti redovito surađuje s FBI-jem, ponajviše sa specijalnim agentom Seeleyjem Boothom (David Boreanaz), bivšim vojnim snajperistom koji više vjeruje ljudskoj intuiciji i klasičnim ispitivanjima nego znanstvenim metodama. Njihova suradnja često je obilježena napetostima i razilaženjima, ali i uzajamnim poštovanjem koje s vremenom prerasta u dublju povezanost.

## Likovi
- Temperance "Bones" Brennan (Emily Deschanel): forenzička antropologinja u Jeffersonian institutu. Vrlo racionalna, skeptična i slabih društvenih vještina, autorica kriminalističkih romana. S Boothom ima dvoje djece, Christine i Hanka. Ateistkinja, često se sukobljava s Boothovim uvjerenjima.[5]
- Seeley Booth (David Boreanaz): specijalni agent FBI-a i bivši vojni snajperist. Intuitivan istražitelj koji se oslanja na instinkt. Vjernik, često u duhovnim raspravama s Brennan. Otac troje djece, uključujući kćer Christine i sina Hanka s Brennan.[5]
- Angela Montenegro (Michaela Conlin): forenzička umjetnica i stručnjakinja za 3D rekonstrukcije. Brennanina najbolja prijateljica. U braku s Jackom Hodginsom, s kojim ima sina Michaela Vincenta.
- Zack Addy (Eric Millegan): Brennanin bivši asistent, izuzetno inteligentan, ali društveno nespretan. Kasnije se povezuje s ubojicom Gormogonom i završava u psihijatrijskoj ustanovi. Kasnije je oslobođen optužbi za ubojstvo.
- Jack Hodgins (T. J. Thyne): entomolog i stručnjak za minerale. Član Jeffersoniana i milijunaš koji pokušava živjeti skromno. Oženjen Angelom, u kasnijim sezonama ostaje paraliziran nakon eksplozije.

## Pregled serije
| Sezona | Sezona | Epizode | Epizode | Originalno emitiranje | Originalno emitiranje |
| Sezona | Sezona | Epizode | Epizode | Premijera             | Finale                |
| ------ | ------ | ------- | ------- | --------------------- | --------------------- |
|        | 1.     | 22      | 22      | 13. rujna 2005.       | 17. svibnja 2006.     |
|        | 2.     | 21      | 21      | 30. kolovoza 2006.    | 16. svibnja 2007.     |
|        | 3.     | 15      | 15      | 25. rujna 2007.       | 19. svibnja 2008.     |
|        | 4.     | 26      | 26      | 3. rujna 2008.        | 14. svibnja 2009.     |
|        | 5.     | 22      | 22      | 17. rujna 2009.       | 20. svibnja 2010.     |
|        | 6.     | 23      | 23      | 23. rujna 2010.       | 19. svibnja 2011.     |
|        | 7.     | 13      | 13      | 3. studenoga 2011.    | 14. svibnja 2012.     |
|        | 8.     | 24      | 24      | 17. rujna 2012.       | 29. travnja 2013.     |
|        | 9.     | 24      | 24      | 16. rujna 2013.       | 19. svibnja 2014.     |
|        | 10.    | 22      | 22      | 25. rujna 2014.       | 11. lipnja 2015.      |
|        | 11.    | 22      | 22      | 1. listopada 2015.    | 21. srpnja 2016.      |
|        | 12.    | 12      | 12      | 3. siječnja 2017.     | 28. ožujka 2017.      |